# Парахоафр
Парахоафр (лат. Parachoatras, арм. Патижахар) или Парахоатр — горная цепь, смыкающаяся с Малым Кавказом.

## География
Латышев В. В. связывает горную цепь Парахоатр с Эльбурсом, а вот Кемал Алиев утверждает, что  южные части Армении прикрывает Тавр, отделяющий её от всей области между Евфратом и Тигром, которую называют Месопотамией; восточные части граничат с Великой Мидией и Атропатеной; северные части — это горы Парахоафра, лежащие над Каспийским морем, Албания, Иберия и Кавказ, который окружает эти народности и примыкает к Армении. У Мовсеса Хоренаци гора Парахоатр(ныне Талышские горы, Боеровдаг, Эльбурс) упоминается как "Патижахар", которую этимологически сводит к древне-парсискому и переводит как «гора руна». По другим источникам, Парахоафр — это невысокие хребты Кебиркух и Пошткух.